# Santiago dos Velhos

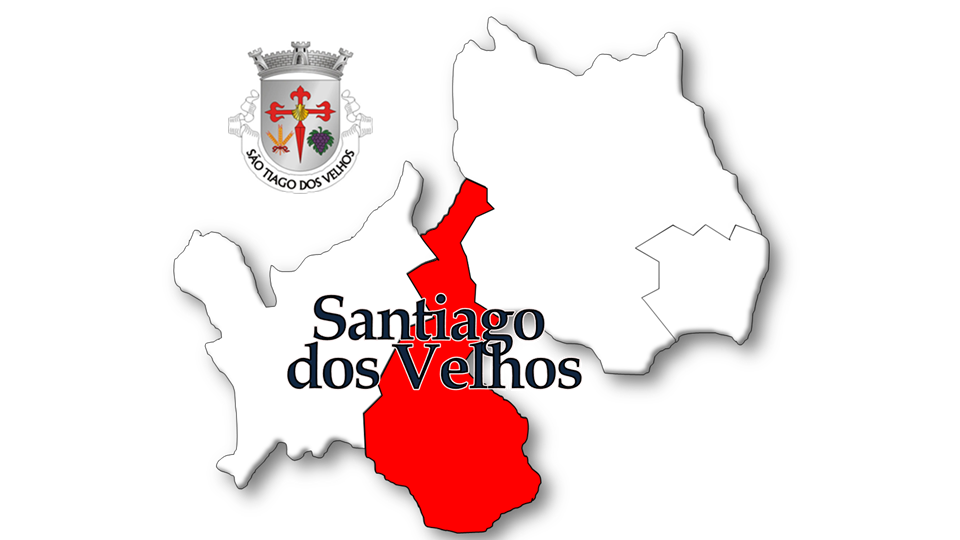
Localização da Freguesia de Santiago dos Velhos no Município de Arruda dos Vinhos

São Tiago dos Velhos, ou Santiago dos Velhos, é uma povoação portuguesa sede da Freguesia de S. Tiago dos Velhos do Município de Arruda dos Vinhos, freguesia com 16,09 km² de área e 1289 habitantes (censo de 2021), tendo, por isso, uma densidade populacional de 80,1 hab./km²
Situada na região do Oeste e Vale do Tejo, S.Tiago dos Velhos fez parte da província histórica da Estremadura,também faz parte da Zona Saloia de Lisboa.
A freguesia de S.Tiago dos Velhos é composta pelas localidades de: São Tiago dos Velhos, Adoseiros, A-do-Mourão e Carvalha

## História
A origem de São Tiago dos Velhos tem as suas raízes profundamente entrelaçadas com a Ordem dos Templários . A origem da igreja e da localidade remontam ao século XII, logo após a conquista de Lisboa pelos cristãos, quando os Cruzados tiveram um papel central na consolidação da presença cristã na região. A igreja, embora a data exata da sua fundação seja desconhecida, sabe-se que esta já existia em 1131, conforme atestado pela cruz da Ordem dos Templários presente na sacristia. Este símbolo aponta para a forte ligação da localidade com a Ordem, que teve uma grande influência na consolidação territorial e religiosa da região.
De acordo com a tradição oral, o pequeno local de culto foi erguido a pedido de D. Teresa, mãe de D. Afonso Henriques, como local de oração e encontro para os cavaleiros templários, que desempenhavam um papel crucial na defesa e expansão dos territórios cristãos. A localização da igreja, estratégica no caminho de Santiago de Compostela, reforçou o seu papel como um ponto de apoio espiritual e físico para os cavaleiros e peregrinos.
Com o passar dos séculos, São Tiago dos Velhos tornou-se um ponto importante no Caminho Português para Santiago de Compostela, rota percorrida pelos peregrinos vindos do Norte de África e de outras regiões a caminho do túmulo do apóstolo São Tiago. O contacto com a população autóctone terá dado origem a novas gerações, ficando estas conhecidas por santiagueiros e a igreja dedicada ao apóstolo São Tiago
Quanto à origem do nome "São Tiago dos Velhos". A primeira lenda conta que três idosos que viviam na localidade faziam regularmente a longa e dura viagem até à Sé de Lisboa para participar das missas. A segunda lenda refere-se à Irmandade de São Tiago, um grupo composto maioritariamente por anciãos que também se deslocavam até às as missas na Sé. Em ambas as versões, a missa não começava até que os “velhos de São Tiago” chegassem. Assim, o nome “dos Velhos” se consolidou na cultura local.
Para além da sua importância religiosa, São Tiago dos Velhos passou por um processo de mudanças administrativas que marcaram profundamente sua história. Inicialmente, a freguesia fazia parte do Concelho de Santa Maria dos Olivais, mas após a dissolução deste concelho em 1885, foi integrada no Concelho de Loures. Mais tarde, São Tiago dos Velhos foi anexada ao Concelho de Arruda dos Vinhos, e, durante um curto período entre 1887 e 1890, passou a fazer parte do concelho do Sobral de Monte Agraço, como resultado de uma fusão entre os Concelhos de Arruda dos Vinhos e Sobral de Monte Agraço em 1885.
Durante esse período, a sede do concelho, que inicialmente estava em Arruda dos Vinhos, foi transferida para o Sobral de Monte Agraço, criando assim um descontentamento entre os habitantes de São Tiago. A distância da freguesia em relação à nova sede, somada à sobrecarga de impostos e a falta de representatividade local, gerou um movimento de "protesto".
A insatisfação culminou na convocação de uma sessão na Junta de Freguesia de São Tiago dos Velhos a 25 de abril de 1888. Nessa reunião, foi lavrada uma ata na qual a freguesia expressava o seu desejo de ser desanexada do concelho do Sobral de Monte Agraço e de ser incorporada no Concelho de Vila Franca de Xira. A exposição enviada à Câmara dos Deputados destacava vários motivos para essa solicitação: a sensação de desamparo, a pesada carga tributária imposta pela camâra do Sobral de Monte Agraço, a distância significativa da sede do concelho, e a repugnância dos habitantes em relação à administração.
Através deste movimento, a população de São Tiago dos Velhos buscava uma maior proximidade a uma sede administrativa que consideravam a mais adequada e menos onerosa.Finalmente, em 1898, o Concelho de Arruda dos Vinhos foi restaurado, e São Tiago dos Velhos permaneceu no concelho deste então.

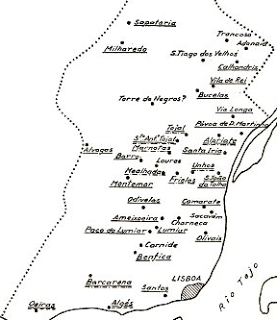
Mapa do termo de Lisboa após a reorganização do ano de 1495 onde é visivel São Tiago dos Velhos

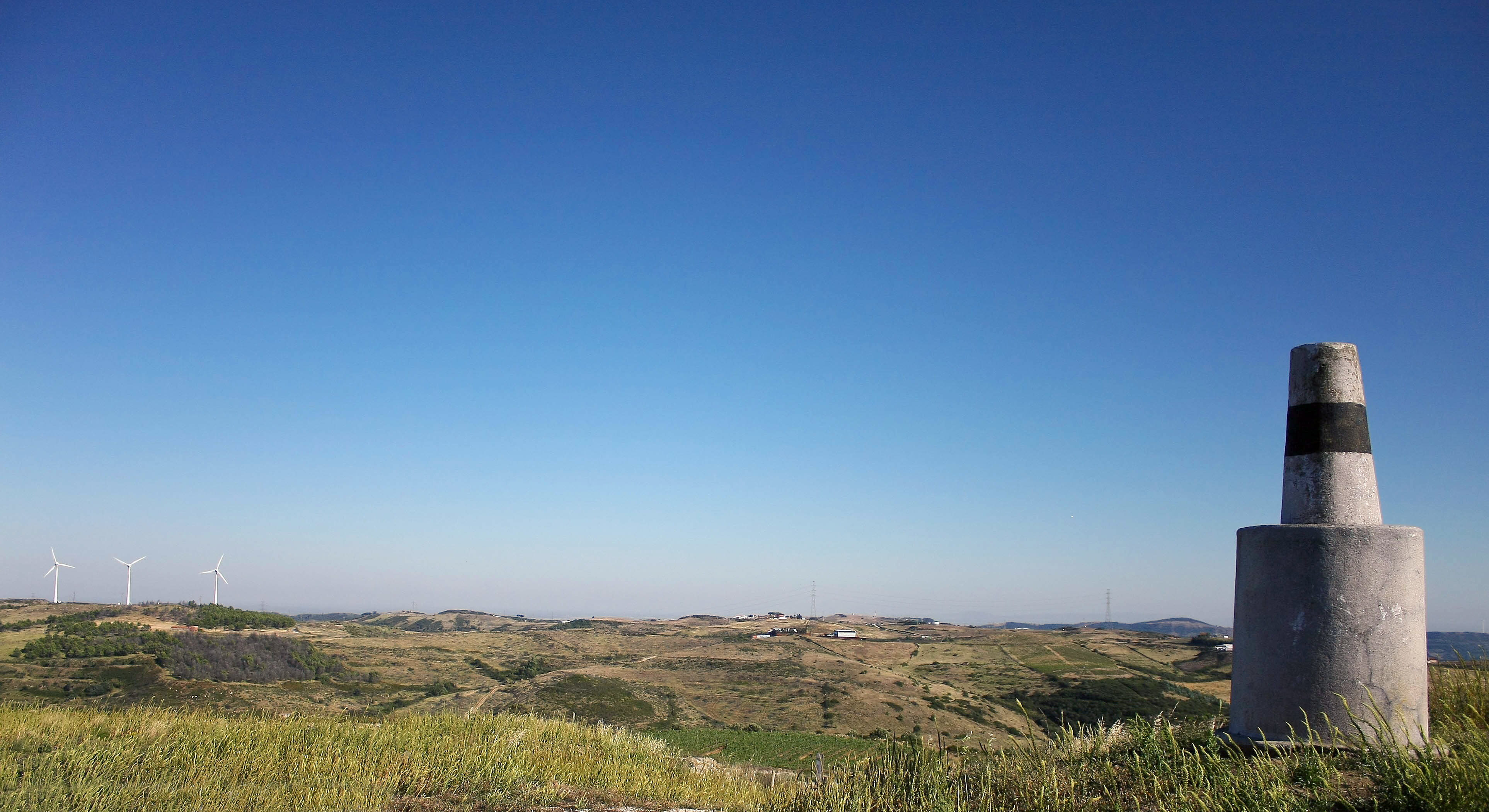
Forte da Carvalha, situado na Freguesia de S.Tiago dos Velhos, é o ponto mais alto do Concelho da Arruda dos Vinhos a 394m

## Demografia
A população registada nos censos foi:

Moinhos de S.Tiago dos Velhos

| Distribuição da População por Grupos Etários | Distribuição da População por Grupos Etários | Distribuição da População por Grupos Etários | Distribuição da População por Grupos Etários | Distribuição da População por Grupos Etários |
| -------------------------------------------- | -------------------------------------------- | -------------------------------------------- | -------------------------------------------- | -------------------------------------------- |
| Ano                                          | 0-14 Anos                                    | 15-24 Anos                                   | 25-64 Anos                                   | > 65 Anos                                    |
| 2001                                         | 175                                          | 147                                          | 737                                          | 215                                          |
| 2011                                         | 246                                          | 153                                          | 807                                          | 312                                          |
| 2021                                         | 170                                          | 156                                          | 652                                          | 311                                          |

## Património

Cascata da Contradinha em S.Tiago dos Velhos

- Igreja de Santiago
- Quinta de FernandaresCascata da Contradinha em S.Tiago dos VelhosMoinhos de S.Tiago
- Cruzeiros em S.Tiago
- Moinho de A-do-Mourão
- Forte de A-do-Mourão
- Forte e Baloiço da Carvalha
- Cascata da Contradinha

## Equipamentos
- Centro Social para o Desenvolvimento de São Tiago dos Velhos
- Escola Básica de São Tiago dos Velhos
- Junta de Freguesia de São Tiago dos Velhos